# Cấp Tiến, Sơn Dương
Cấp Tiến là một xã thuộc huyện Sơn Dương, tỉnh Tuyên Quang, Việt Nam.

## Địa lý
Xã Cấp Tiến có diện tích là 25,61 km², dân số năm 1999 là 5.716 người, mật độ dân số đạt 223 người/km².

## Hành chính
Xã Cấp Tiến được chia thành 8 thôn: Đồng Lợi, Đồng Chiêm, Tiến Thắng, Thái Bình, Hòa Bình, Phú Lương, Mắt Rồng.